# Christie (gruppo musicale)
I Christie sono un gruppo musicale rock britannico, attivo dal 1969 al 1976 e dal 1990 ad oggi fondato a Leeds (Yorkshire)  da Jeff Christie, polistrumentista e compositore della maggior parte delle canzoni della band. I Christie ottennero successo e popolarità grazie al brano Yellow River, nel 1970, al quale seguirono San Bernadino, Iron horse,  Jo jo's Band (scritta da Vic Elmes) e Navajo, che raggiunse il primo posto in Messico.

## Storia
La formazione iniziale era composta da Jeff Christie (nato Jeffrey Christie, 12 luglio 1946), al basso, alla voce e compositore della maggior parte dei loro brani, Vic Elmes alla chitarra e Mike Blakley (nato Michael Blakley, 12 gennaio 1947) alla batteria.
Prima di formare tale band,  Jeff iniziò la sua carriera con gli Outer limits pubblicando dei singoli di buon successo: "Just One More Chance" / "Help Me Please" (1967) , "Great Train Robbery" / "Sweet Freedom" (1968) e nel 1969, fu anche membro degli Acid Gallery (ex Epics) il cui singolo "Dance Around The Maypole" (1969) fu scritto da Roy Wood.
Nello stesso anno Jeff Christie offrì una sua composizione, "Yellow river", ai Tremeloes, i quali la registrarono ma in seguito abbandonarono l'idea di pubblicarla come singolo, lasciando a Jeff Christie la base registrata, la quale fu rielaborata e lanciata come singolo nel giugno del 1970, diventando un dei più grandi successi dell'estate e dell'anno andando al primo posto nella Uk Singles Charts, inoltre rimase 23 settimane nella classifica Hot 100 di Billboard ottenendo il record di maggior numero di settimane in quella sezione per il 1970. Il brano è stato un successo globale raggiungendo la prima posizione nelle classifiche dei singoli in 26 paesi con vendite superiori a 3 milioni. Il singolo successivo "San Bernadino", che fa riferimento a San Bernardino è stato un brano di minor successo raggiungendo il numero 7 nelle classifiche inglesi e la prima posizione in Germania. Nello stesso anno fu pubblicato l'album che raccoglieva i due singoli ed altre canzoni che si mantenevano su un rhythm and blues vicino ai Creedence Clearwater Revival ma più orientato alla ricerca di melodie decisamente originali.
Cambiato il batterista con Paul Fenton (4 luglio 1946), la band registra e pubblica nel 1971 l'album "For all mankind" che non ottiene il successo commerciale dei singoli del precedente album, ma che presenta interessanti novità nello stile della band che si distacca dal rock 'n' roll primordiale per spingersi verso sonorità e forme più ricercate come il progressive rock di "Martian king", la ballata della title track e di "If only", il rock più duro di "Magic Highway" e brani più vicini al pop-rock dell'epoca come "Man of many faces" e "Picture painter". Nel 1972 la band cerca il rilancio e lavora ad un terzo album; alla line up si aggiunge un nuovo componente, il bassista  Lem Lubin (Unit 4+2). Il discreto successo del singolo "Iron horse" che riprende un po' lo stile country rock del primo disco e il fiasco del singolo successivo "Fool's gold" non fanno che esasperare i rapporti già compromessi tra Vic Elmes e Jeff Christie. Vic e Paul Fenton lasceranno di lì a poco la band subito dopo Lubin. Il rimpasto della line up avviene con Roger Flavell (basso), Terry Fogg (batteria), Danny Krieger (chitarra solista). Il primo singolo della nuova line up è "The dealer", un buon brano dalle armonie beatlesiane, scritto da Bob Ruzicka, che entra nella top 100 inglese e americana. Curiosamente il singolo riporta ancora sulla copertina una foto della band all'epoca di Fenton ed Elmes. Nel 1974, la band viene inclusa nel roster della Epic e incide "Alabama", che ancora una volta manca il bersaglio nonostante l'ottima struttura ritmica e la melodia accattivante. Prima del definitivo scioglimento, la band raggiungerà il primo posto nella hit parade in Messico con "Navajo". L'ultimo singolo ad uscire sotto il nome "Christie", dal titolo "most wanted man in the USA" (1975) è stato inciso da Jeff con dei turnisti.

## Discografia

### Album
CHRISTIE
- Christie (1970)
- For all mankind (1971)
- terzo album, incompleto (1972)
- Los Mas Grandes Exitos (1972)
- Navajo, (pubblicato solo in Messico) (1974)
- Christie Again - Greatest Hits and More (2004)
- No turn unstoned (2012)

JEFF CHRISTIE SOLO
- Jeff Christie - Floored Masters (Past Imperfect) (2009)
- Here and now (2024)

### Singoli
EPICS
- "There's Just No Pleasing You" / "My Little Girl" (1965)
- "Just How Wrong You Can Be" / "Blue Turns To Grey" (1966)
- "Travelling Circus" / "Henry Long" (1968)

OUTER LIMITS
- "When The Work Is Thru'" (1967)
- "Just One More Chance" / "Help Me Please" (1967)
- "Great Train Robbery" / "Sweet Freedom" (1968)

ACID GALLERY
- "Dance round the maypole/Right toe blues" (1968)

CHRISTIE
- "Yellow River/Down the Mississippi line" (1970) - numero 1 nel Regno Unito
- "San Bernadino/Here I am" (1970)- numero 7 nel Regno Unito
- "Man of Many Faces/Country sam" (1971)
- "Peace Lovin' man/Picture Painter" (1971)
- "Iron Horse/Every now and then/Freewheeling man" (1972)(EP)- numero 47 nel Regno Unito
- "Iron Horse/Everything's gonna be allright" (1972)
- "Fools gold/california sunshine (1972)
- "Jo jo's band/california sunshine (1972)" - numero 1 in Sud Africa
- "The dealer/Pleasure and pain" (1973)
- "Alabama/I'm alive" (1974)
- "Navajo/Guantanamera" (1974)- numero 1 in Messico
- "Most wanted man in the USA/Rockin' Suzanna" (1975)

JEFF CHRISTIE SOLO
- "You're not there" (2021) con Lorenzo Gabanizza
- "I guess I am the only one" (2022) con Lorenzo Gabanizza
- "I don't want to live without you" (2023) con Lorenzo Gabanizza
- "Rainy day Man" (2024) con Lorenzo Gabanizza - numero 2 in Islanda